# Havise van Bretagne
Havise van Bretagne (circa 1037 - 19 augustus 1072) was van 1066 tot aan haar dood hertogin van Bretagne. Ze behoorde tot het huis Rennes.

## Levensloop
Havise was een dochter van hertog Alan III van Bretagne uit diens huwelijk met Bertha van Blois, dochter van graaf Odo II van Blois. Rond 1058 huwde ze met Hoël II (1031-1084), graaf van Cornouaille en Nantes.
Nadat haar broer Conan II in december 1066 werd vergiftigd, volgden Havise en haar echtgenoot Hoël II hem op als hertog en hertogin van Bretagne. Haar echtgenoot oefende de controle over Bretagne uit. Nadat Havise in augustus 1072 overleed, werd Hoël namens hun minderjarige zoon Alan IV regent van Bretagne. Hij bleef het hertogdom uiteindelijk besturen tot aan zijn eigen dood in 1084.

## Nakomelingen
Havise en Hoël kregen vijf kinderen:
- Alan IV (1063-1119), hertog van Bretagne
- Matheus II (overleden in 1103), graaf van Nantes
- Odo
- Adela (overleden in 1152), abdis van de Saint-Georgesabdij in Rennes
- Havise

## Voorouders
| Voorouders van Havise van Bretagne (1037–1072) | Voorouders van Havise van Bretagne (1037–1072)                | Voorouders van Havise van Bretagne (1037–1072)                | Voorouders van Havise van Bretagne (1037–1072)              | Voorouders van Havise van Bretagne (1037–1072)              | Voorouders van Havise van Bretagne (1037–1072)                | Voorouders van Havise van Bretagne (1037–1072)                | Voorouders van Havise van Bretagne (1037–1072)                | Voorouders van Havise van Bretagne (1037–1072)                |
| ---------------------------------------------- | ------------------------------------------------------------- | ------------------------------------------------------------- | ----------------------------------------------------------- | ----------------------------------------------------------- | ------------------------------------------------------------- | ------------------------------------------------------------- | ------------------------------------------------------------- | ------------------------------------------------------------- |
| Overgrootouders                                | Conan I van Bretagne (–992) ∞ Ermengarde van Anjou (956-1024) | Conan I van Bretagne (–992) ∞ Ermengarde van Anjou (956-1024) | Richard I van Normandië (933–996) ∞ Gunnora (950-1031)      | Richard I van Normandië (933–996) ∞ Gunnora (950-1031)      | Odo I van Blois (950-996) ∞ Bertha van Bourgondië (967-1010)  | Odo I van Blois (950-996) ∞ Bertha van Bourgondië (967-1010)  | Willem IV van Auvergne (–1018) ∞ ? (-)                        | Willem IV van Auvergne (–1018) ∞ ? (-)                        |
| Grootouders                                    | Godfried I van Bretagne (980-1008) ∞ Havise (-)               | Godfried I van Bretagne (980-1008) ∞ Havise (-)               | Godfried I van Bretagne (980-1008) ∞ Havise (-)             | Godfried I van Bretagne (980-1008) ∞ Havise (-)             | Odo II van Blois (983-1037) ∞ Irmgard van Auvergne (990-1040) | Odo II van Blois (983-1037) ∞ Irmgard van Auvergne (990-1040) | Odo II van Blois (983-1037) ∞ Irmgard van Auvergne (990-1040) | Odo II van Blois (983-1037) ∞ Irmgard van Auvergne (990-1040) |
| Ouders                                         | Alan III van Bretagne (997-1040) ∞ Bertha van Blois (-1085)   | Alan III van Bretagne (997-1040) ∞ Bertha van Blois (-1085)   | Alan III van Bretagne (997-1040) ∞ Bertha van Blois (-1085) | Alan III van Bretagne (997-1040) ∞ Bertha van Blois (-1085) | Alan III van Bretagne (997-1040) ∞ Bertha van Blois (-1085)   | Alan III van Bretagne (997-1040) ∞ Bertha van Blois (-1085)   | Alan III van Bretagne (997-1040) ∞ Bertha van Blois (-1085)   | Alan III van Bretagne (997-1040) ∞ Bertha van Blois (-1085)   |